# 2-й полк командос (Австралія)
2-й полк спеціального призначення (англ. 2nd Commando Regiment ) є однією з чотирьох бойових військових частин Командування спеціальних операцій Австралії  . Полк був створений 19 червня 2009 на основі 4-го батальйону Королівського Австралійського полку (4 RAR).
Кандидати на вступ до 2-го полку спеціального призначення спочатку проходять місячний етап тренувань  . Потім вісім місяців проводиться проходження тренувального курсу сил спеціального призначення (commando training). Тренувальний курс включає систему ближнього бою (бій у міських умовах), курс бойового плавця, потайливе пересування, тренування зі зброєю сил спеціального призначення, парашутний курс та інші етапи підготовки. Після дванадцяти місяців перебування у складі другого диверсійного полку, диверсант проходить кілька курсів спеціаліста і далі проходить контр-терористичний курс навчання, щоб стати частиною Тактичної штурмової групи ( Tactical Assault Group East ).

## Структура
- Командування полку
  - Підрозділ A
  - Підрозділ B
  - Підрозділ C
  - Підрозділ D
  - 126 ескадрон зв'язку
  - Підрозділ підтримки операцій
  - Підрозділ матеріально-технічного забезпечення